# Djom-Zepter
Das Djom-Zepter, auch Djam-Zepter oder Dam-Zepter, fungierte in der ägyptischen Mythologie als Hirtenstab und göttliches Zepter, das zudem als Grabbeigabe verwendet wurde. 
Es symbolisierte in Ableitung der altägyptischen Bezeichnung djom/djam eine aus Weißgold bestehende Himmelsstütze, die auf ihre mythologische Rolle als „Träger der Sonne“ verweist. Das Djom-Zepter besitzt in diesem Zusammenhang weitere mythologische Verbindungen zum Schlangenhalspanther und zur Uräusschlange. 